# 3-ميثيل سيتيدين
3-ميثيل سيتيدين (بالإنجليزية: 3-Methylcytidine )‏ واختصارا (م3س) هو نوكليوسيد قاعدته 3-ميثيل سايتوسين وهي مشتق ممثيل للسايتوسين مرتبطة بسكر الريبوز. يتواجد طبيعيا في بعض جزيئات الرنا الناقل والريبوسومي. تواجد مجموعة ميثيل على ذرة الآزوت الثالثة يجعل من المستحيل لهذا النوكليوسيد تكوين زوج قاعدي.

## وصلات خارجية
- ملخص تعديل 3-Methylcytidine فـي قاعدة بيانات مودوميكس.